# Julie Condra
Julie Michelle Condra, conosciuta anche come Julie Dacascos, Julie Condra Douglas o Julia Condra Douglas (Ballinger, 1º dicembre 1970), è un'attrice statunitense, in attività dall'inizio degli anni ottanta.
Tra i suoi ruoli più noti, figura quello di Emily Di Napoli nella soap opera Santa Barbara  (1989 - 1990), ruolo per il quale ha ricevuto una nomination allo Young Artist Award

Ha recitato inoltre, tra l'altro, nella serie televisiva  Gli acchiappamostri  (1991 - 1992) e in alcuni film, quali  La leggenda di Billy Jean  (1985),  Deserto di laramie  (1992), Crying Freeman (1995),  Gli intrighi del potere  (1995),  Svitati  (1999), ecc.
I cognomi Dacascos e Douglas, con cui appare in alcune produzioni, sono quelli da sposata. Il cognome Condra è invece quello della madre, Priscilla Condra.

## Biografia

### Vita privata
È sposata dal 5 gennaio 1998 con il collega Mark Dacascos, conosciuto sul set del film Crying Freeman e con il quale ha tre figli. In precedenza, era stata sposata, dal 1992 al 1995, con l'attore Brandon Douglas.

## Filmografia parziale

### Cinema
- Obiettivo mortale (Wrong Is Right, 1982)
- Papa Was a Preacher (1985; ruolo: Marilyn)
- La leggenda di Billie Jean (1985)
- Deserto di laramie (Gas Food Lodging) (1992; ruolo: Tanya)
- Crying Freeman (1995; ruolo: Emu O'Hara)
- Gli intrighi del potere (Nixon; 1995)
- Svitati (1999; ruolo: Barbara Collier)
- Beautiful - Una vita da miss (Beautiful, 2000; ruolo: Miss Iowa)
- Road to Redemption (2001; ruolo: Amanda Tucker)
- Junior Pilot (2005)
- Una notte a Bangkok (2020)

### Televisione
- Valerie (1986)
- Who's the Boss?  (1 episodio; 1987)
- Family Medical Center (serie TV, 1988)
- Aaron's Way  (1 episodio; 1988)
- Ohara (1 episodio; 1988)
- Sposati... con figli  (Married... with Children; 1 episodio, 1989)
- Santa Barbara  (soap opera, 1989-1990; ruolo: Emily Di Napoli)
- Evening Shade (1 episodio; 1990; ruolo: Michelle Marlin)
- Parker Lewis  (1 episodio; 1990)
- The Wonder Years (4 episodi; 1990-1991; ruolo: Madeline Adams)
- Gli acchiappamostri  (Eerie, Indiana; 19 episodi, 1991-1992; ruolo: Syndi Teller)
- Against the Grain (1 episodio; 1993)
- Sposati... con figli  (Married... with Children; 1 episodio, 1994)
- Robin's Hoods (1 episodio; 1994)
- Mixed Blessings (1995; ruolo: Barbara Elizabeth Chandler)
- Walker Texas Ranger  (1 episodio; 1996)
- Michael Landon, the Father I Knew (1999; ruolo: Cindy Landon)
- A Tale of Two Bunnies (2000; ruolo: Ruby)

## Doppiatrici italiane
- Beatrice Margiotti in Santa Barbara
- Francesca Guadagno in Crying Freeman